# Agonum cupreum
Agonum cupreum är en skalbaggsart som beskrevs av Pierre François Marie Auguste Dejean. Agonum cupreum ingår i släktet Agonum och familjen jordlöpare. Inga underarter finns listade i Catalogue of Life.